# 杉裕之
杉 裕之（すぎ ひろゆき、1929年7月1日 - ）は、日本の元俳優。本名同じ。
東京都中野区出身。明星学園高等学校卒業、その後立命館大学に進学。

## 人物
父は俳優の杉狂児、兄も同じく俳優の杉義一、弟は、元俳優の杉幸彦、甥（義一の息子）は、元俳優の杉欣也。
文学座を経て、1963年に劇団雲を設立、同劇団に所属していた。
立命館大学の後輩である長門裕之からは日頃から尊敬され、そのこともあって長門の芸名「裕之」は杉の名に由来している。

## 出演作品

### 映画
- 次郎物語（1941年、日活） - 次郎（少年時代）
- 江戸の朝霞（1942年、大映）
- 翼の凱歌（1942年、東宝） - 大川雄吉（少年期）
- 虎彦龍彦（1943年、東宝）
- 雛鷲の母（1944年、大映）
- 春のめざめ（1947年、東宝） - 小倉浩司
- 乙女の性典（1950年、松竹） - 大学生
- 暗夜行路（1959年、東京映画） - 久世
- 放浪記（1962年、宝塚映画）
- 香港の白い薔薇（1965年、東宝） - 呂刑事
- 酔いどれ波止場（1966年、大映） - 下駄のイダテン

### テレビドラマ
- かどで（1957年、NTV）
- はね太鼓（1958年、KR）
- ダイヤル110番（NTV）
  - 第68話「死闘」（1958年）
  - 第76話「三時間の陰謀」（1959年）
  - 第231話「過労死」（1962年）
- わかれ道（1959年、NET）
- 有頂天時代（1959年、CX）
- ここに人あり 第100話「愛のテープレコーダー」（1959年、NHK）
- 幽霊1959（1959年、NHK）
- 江口の里（1959年、KR）
- 書痙（1959年、KR）
- おかあさん 第2シリーズ（KR）
  - 第9話「大障害」（1959年）
  - 第308話「縞のある葉」（1965年）
- 砂の上（1959年、NET）
- 幸せは一夜おくれてくる（1959年、NET）
- 雨の降る日は天気が悪い（1959年、KR）
- ハムレット（1960年、NTV）
- この空の下に 第5話「雪国の歌ごえ」（1960年、NTV）
- 雌花（1960年、KR）
- 夢みるなかれ（1960年、KR）
- 追われる（1960年、CX）
- 湖畔の死（1960年、NTV）
- 松本清張シリーズ・黒い断層 地方紙を買う女（1960年、KR）
- 一族再会（1960年、NTV）
- 侍（CX）
  - 第1話「人斬り新兵衛」（1960年）
  - 第8話「生きていた光秀」（1960年）
  - 第26話「孤剣」（1961年）
- これが真実だ 第51話「千利休」（1961年、CX）
- 貴族の階段（1961年、NTV）
- 人生うらおもて 第34話「恋の取引き」（1961年、NTV）
- あすをつげる鐘（1961年 - 1963年、NHK） - 司会
- 夜鴉（1961年、NHK）
- しんどいやつ（1961年、NTV）
- 夫婦百景（NTV）
  - 第184話「遁走夫婦」（1961年）
  - 第233話「ベテラン女房」（1962年）
- 学士女房（1962年、CBC）
- みちのくの恋（1962年、NTV）
- 伊達騒動（1963年、NHK）
- 孤独の賭け（1963年、NET）
- 野菊の墓（1963年、NHK）
- 判決 第1シリーズ（NET）
  - 第82話「のれん」（1964年）
  - 第181話「冴子という女」（1966年）
- 間宮林蔵（1964年、12ch）
- 徳川家康（1964年、NET）
- 武悪 狂言より（1965年、NHK）
- 東京警備指令 ザ・ガードマン（TBS）
  - 第6話「ガラスの太鼓」（1965年）
  - 第40話「結婚と微笑」（1966年） - 木谷（支配人）
  - 第86話「悪者たちは死んだ」（1966年）
  - 第107話「古墳の呪い」（1967年）
  - 第134話「影なき殺人命令」（1967年） - 楠木（ボーリング選手）
  - 第219話「魔の13日金曜日連続殺人」（1969年） -秋田（自動車会社営業部員）
  - 第270話「妻は夫の秘密をさぐるな」（1970年） - 神谷（戸部製薬技術研究所研究員）
  - 第285話「ひばりの愛の逃亡姉妹」（1970年）
- 竹のよぶ歌（1965年）
- 鉄道公安36号 第127話「黒いシグナル」（1965年）
- ウルトラQ 第14話「東京氷河期」（1966年、TBS / 円谷プロ） - 羽田空港管制官
- 怒涛日本史（1966年）
- レモンのような女 第4話「土の館」（1967年）
- 昔三九郎 第4話「詑証文」（1968年、NTV）
- 新婦朝者（1968年）
- 三四郎（1968年）
- 大寺学校（1968年）
- 怪奇大作戦（TBS / 円谷プロ）
  - 第2話「人喰い蛾」（1968年） - 倉本（マルス自動車設計技師）
  - 第20話「殺人回路」（1969年） - 岡（神谷商事機械計算課プログラマー）
- キイハンター （TBS / 東映）
  - 第27話「殺しの招待旅行」（1968年） - 乗客
  - 第123話「私たちは殺されたくない」（1970年）
- 女の旅路（1968年）
- 東京コンバット 第17話「恐怖の週末」（1969年）
- 無用ノ介 第8話「雨に消える無用ノ介」（1969年） - 俵林之助
- 東京バイパス指令 第55話「どぶ鼠狩り」（1969年）
- 宮本武蔵（1970年）

### テレビアニメ
1970年
- 日本誕生

### 舞台
- 榎本武揚（1967年、劇団雲） - 高級役人
- 黄金の国
- ガラスの動物園
- じゃじゃ馬ならし
- マクベス